# Honda Gold Wing
La Honda Gold Wing è una moto da turismo prodotta dalla casa giapponese Honda dal 1975

## Descrizione
Negli anni settanta gli ingegneri nipponici della Honda decisero di cercare di produrre la più grossa e confortevole moto da turismo che fosse mai stata costruita.
Inizialmente pensarono di utilizzare un motore a 6 cilindri di 1470 cm³ ma per problemi di maneggevolezza e peso ripiegarono su un 4 cilindri contrapposti di 1000 cm³ di cilindrata. Nacque così nel 1975 la Honda Gold Wing GL-1000, caratterizzata anche dalla presenza di 3 freni a disco, inusuali all'epoca, ma necessari per la sicurezza visto il peso notevole.
Il primo successo arrivò però solo con l'uscita del modello successivo, nel 1980, la 1100 cm³, che presentava un set di bauletti integrati nella carrozzeria e una carenatura anteriore protettiva, aumentando di molto il comfort di marcia. Certamente non fu mai un modello da prendere ad esempio per agilità, la sua ridotta altezza da terra non consentiva grandi pieghe, inoltre l'elevata coppia di rovesciamento imponeva una certa cautela nel dare o togliere gas in curva, ma per i lunghi trasferimenti autostradali e per le rettilinee Highway statunitensi era molto adatta. A partire da questa serie la moto fu prodotta negli stabilimenti Honda americani di Marysville, in Ohio.
Questa moto si prestò subito ad elaborazione da parte dei proprietari che non esitarono ad equipaggiarla di tutti gli optional possibili, dalle cromature, ai disegni sul serbatoio, sino all'applicazione di un carrozzino laterale trasformandola in sidecar.

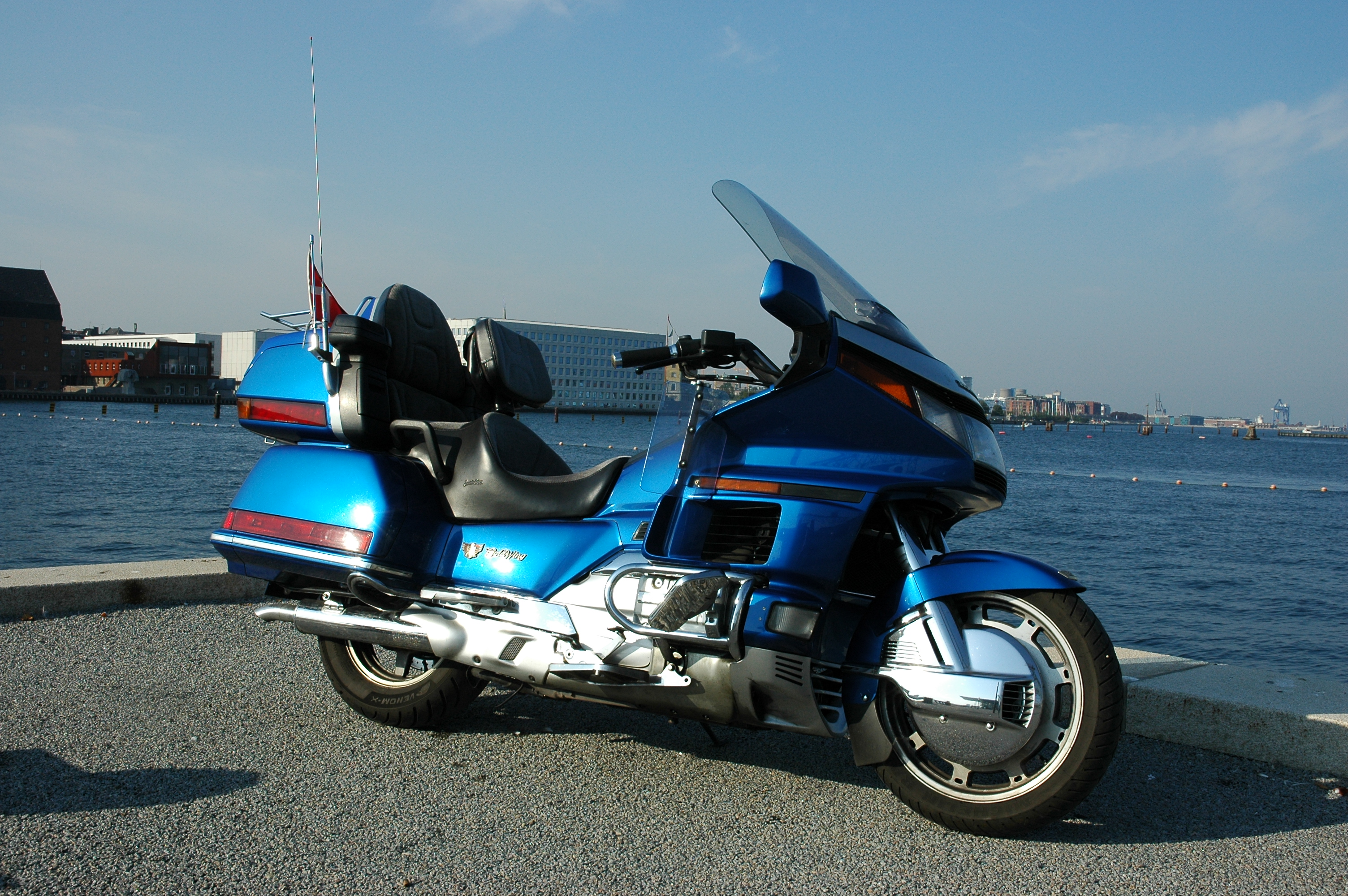
Honda Gold Wing 1500

Visto il successo del modello da 1100 la Honda decide di migliorare ulteriormente la moto, presentando nel 1984 un nuovo aumento di cilindrata con la Gold Wing GL-1200 che, grazie alla sua carenatura avvolgente, all'impianto stereo di serie, alla grande comodità che offriva, ed al motore potente ed affidabile si inserì ancor più tra le regine delle moto da turismo, a fianco delle classiche BMW K1100LT e Harley Davidson. La capacità di carico, grazie anche alla presenza di voluminose borse laterali e bauletto, era molto elevata e, a pieno carico, il veicolo poteva raggiungere quasi 600 kg di peso.

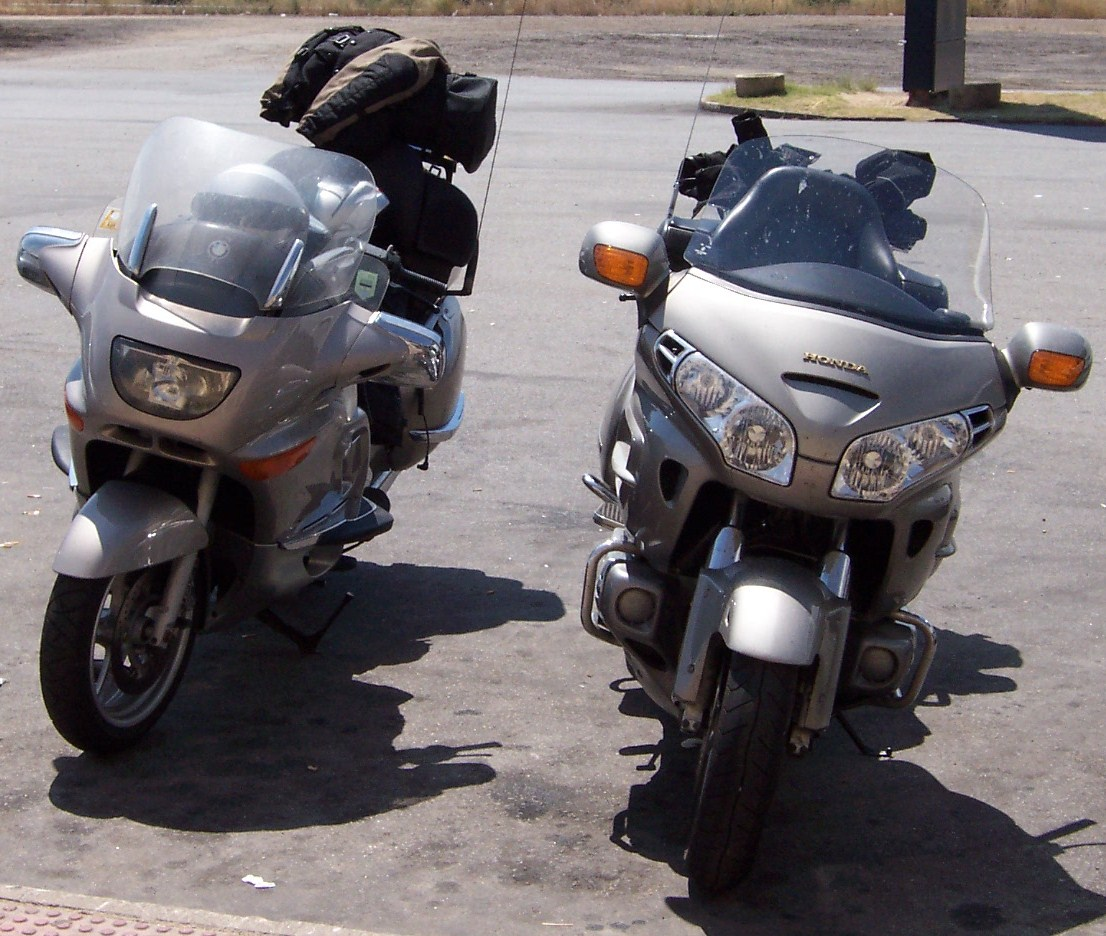
Gold Wing affiancata ad una delle dirette concorrenti, la BMW K1200 LT

Nella corsa ad una sempre maggior cilindrata nel 1988 la Honda superò sé stessa e la concorrenza del tempo presentando la Honda Gold Wing GL-1500/6, in cui venne rispolverata anche l'idea originale del motore a 6 cilindri. In questo modello sono presenti un compressore per gonfiare le gomme, stereo con quattro altoparlanti, radio CB (optional) e sospensioni regolabili elettricamente. Il telaio è in acciaio. 
Con continui miglioramenti ed aggiornamenti, anche e soprattutto per la parte elettronica e accessoristica si arriva al modello uscito nel 2001, la Honda Gold Wing GL-1800 con motore da 1832 cm³ da 87 kW. Questo modello, presentato a 13 anni di distanza dal precedente e costruito negli stabilimenti americani della Honda, è più leggero dell'antenato grazie all'utilizzo di varie parti in alluminio ed è il primo in cui viene presentato anche l'ABS. Il peso in ordine di marcia rimane pur sempre elevato, circa 417 kg, e per aiutare le manovre da fermo è disponibile la retromarcia.
Per la versione dell'anno 2007, nella dotazione di accessori, comprendente anche il navigatore satellitare, è stata annunciata la presentazione del primo airbag in campo motociclistico.

## Caratteristiche tecniche
| Caratteristiche tecniche - Honda GL1000 Gold Wing             | Caratteristiche tecniche - Honda GL1000 Gold Wing                                                                             | Caratteristiche tecniche - Honda GL1000 Gold Wing                                                                             | Caratteristiche tecniche - Honda GL1000 Gold Wing                                                                             | Caratteristiche tecniche - Honda GL1000 Gold Wing                                                                             | Caratteristiche tecniche - Honda GL1000 Gold Wing                                                                             |
| Dimensioni e pesi                                             | Dimensioni e pesi | Dimensioni e pesi | Dimensioni e pesi | Dimensioni e pesi | Dimensioni e pesi |
| ------------------------------------------------------------- | --- | --- | --- | --- | --- |
| Ingombri (lungh.×largh.×alt.)                                 | 2340 × 875 × 1225 mm | 2340 × 875 × 1225 mm | 2340 × 875 × 1225 mm | 2340 × 875 × 1225 mm | 2340 × 875 × 1225 mm |
| Altezze                                                       | Sella: 810 mm - Minima da terra: 150 mm - Pedane: 305 mm                                                                      | Sella: 810 mm - Minima da terra: 150 mm - Pedane: 305 mm                                                                      | Sella: 810 mm - Minima da terra: 150 mm - Pedane: 305 mm                                                                      | Sella: 810 mm - Minima da terra: 150 mm - Pedane: 305 mm                                                                      | Sella: 810 mm - Minima da terra: 150 mm - Pedane: 305 mm                                                                      |
| Interasse: 1545 mm                                            | Interasse: 1545 mm | Massa a vuoto: 265 kg | Massa a vuoto: 265 kg | Serbatoio: 19 l | Serbatoio: 19 l |
| Meccanica                                                     | | | | | |
| Tipo motore: 4 cilindri boxer, 4 tempi                        | Tipo motore: 4 cilindri boxer, 4 tempi                                                                                        | Tipo motore: 4 cilindri boxer, 4 tempi                                                                                        | Tipo motore: 4 cilindri boxer, 4 tempi                                                                                        | Raffreddamento: a liquido | Raffreddamento: a liquido |
| Cilindrata                                                    | 999 cm³ (Alesaggio 72,0 × Corsa 61,4 mm)                                                                                      | 999 cm³ (Alesaggio 72,0 × Corsa 61,4 mm)                                                                                      | 999 cm³ (Alesaggio 72,0 × Corsa 61,4 mm)                                                                                      | 999 cm³ (Alesaggio 72,0 × Corsa 61,4 mm)                                                                                      | 999 cm³ (Alesaggio 72,0 × Corsa 61,4 mm)                                                                                      |
| Distribuzione: monoalbero azionato da cinghia dentata         | Distribuzione: monoalbero azionato da cinghia dentata                                                                         | Distribuzione: monoalbero azionato da cinghia dentata                                                                         | Alimentazione: quattro carburatori Keihin CV 755 A a depressione, diffusore da 32 mm (da 31 mm nella versione K4)             | Alimentazione: quattro carburatori Keihin CV 755 A a depressione, diffusore da 32 mm (da 31 mm nella versione K4)             | Alimentazione: quattro carburatori Keihin CV 755 A a depressione, diffusore da 32 mm (da 31 mm nella versione K4)             |
| Potenza: 80 CV DIN a 7.000 giri/min (74 CV nella versione K4) | Potenza: 80 CV DIN a 7.000 giri/min (74 CV nella versione K4)                                                                 | Coppia: | Coppia: | Rapporto di compressione: 9,2:1                                                                                               | Rapporto di compressione: 9,2:1                                                                                               |
| Frizione: multidisco a bagno d'olio                           | Frizione: multidisco a bagno d'olio                                                                                           | Frizione: multidisco a bagno d'olio                                                                                           | Cambio: 5 rapporti a pedale                                                                                                   | Cambio: 5 rapporti a pedale                                                                                                   | Cambio: 5 rapporti a pedale                                                                                                   |
| Accensione                                                    | a spinterogeno | a spinterogeno | a spinterogeno | a spinterogeno | a spinterogeno |
| Trasmissione                                                  | primaria a ingranaggi, secondaria ad albero cardanico                                                                         | primaria a ingranaggi, secondaria ad albero cardanico                                                                         | primaria a ingranaggi, secondaria ad albero cardanico                                                                         | primaria a ingranaggi, secondaria ad albero cardanico                                                                         | primaria a ingranaggi, secondaria ad albero cardanico                                                                         |
| Avviamento                                                    | elettrico | elettrico | elettrico | elettrico | elettrico |
| Ciclistica                                                    | | | | | |
| Telaio                                                        | doppia culla chiusa in tubi d'acciaio                                                                                         | doppia culla chiusa in tubi d'acciaio                                                                                         | doppia culla chiusa in tubi d'acciaio                                                                                         | doppia culla chiusa in tubi d'acciaio                                                                                         | doppia culla chiusa in tubi d'acciaio                                                                                         |
| Sospensioni                                                   | Anteriore: forcella telescopica da 38 mm / Posteriore: forcellone oscillante e due ammortizzatori idraulici regolabili        | Anteriore: forcella telescopica da 38 mm / Posteriore: forcellone oscillante e due ammortizzatori idraulici regolabili        | Anteriore: forcella telescopica da 38 mm / Posteriore: forcellone oscillante e due ammortizzatori idraulici regolabili        | Anteriore: forcella telescopica da 38 mm / Posteriore: forcellone oscillante e due ammortizzatori idraulici regolabili        | Anteriore: forcella telescopica da 38 mm / Posteriore: forcellone oscillante e due ammortizzatori idraulici regolabili        |
| Freni                                                         | Anteriore: doppio disco da 280 mm con pinze a singolo pistoncino / Posteriore: disco da 300 mm con pinza a singolo pistoncino | Anteriore: doppio disco da 280 mm con pinze a singolo pistoncino / Posteriore: disco da 300 mm con pinza a singolo pistoncino | Anteriore: doppio disco da 280 mm con pinze a singolo pistoncino / Posteriore: disco da 300 mm con pinza a singolo pistoncino | Anteriore: doppio disco da 280 mm con pinze a singolo pistoncino / Posteriore: disco da 300 mm con pinza a singolo pistoncino | Anteriore: doppio disco da 280 mm con pinze a singolo pistoncino / Posteriore: disco da 300 mm con pinza a singolo pistoncino |
| Pneumatici                                                    | anteriore 3.50 H 19, posteriore 4.50 H 17                                                                                     | anteriore 3.50 H 19, posteriore 4.50 H 17                                                                                     | anteriore 3.50 H 19, posteriore 4.50 H 17                                                                                     | anteriore 3.50 H 19, posteriore 4.50 H 17                                                                                     | anteriore 3.50 H 19, posteriore 4.50 H 17                                                                                     |
| Fonte dei dati: Motociclismo d'Epoca 4/2004, pagg. 50-51      | | | | | |

| Caratteristiche tecniche - Honda Gold Wing 2007 | Caratteristiche tecniche - Honda Gold Wing 2007 | Caratteristiche tecniche - Honda Gold Wing 2007 | Caratteristiche tecniche - Honda Gold Wing 2007 | Caratteristiche tecniche - Honda Gold Wing 2007 | Caratteristiche tecniche - Honda Gold Wing 2007 |
| ----------------------------------------------- | --- | --- | --- | --- | --- |
|                                                 | | | | | |
| Dimensioni e pesi                               | | | | | |
| Ingombri (lungh.×largh.×alt.)                   | 2635 × 945 × 1455 mm | 2635 × 945 × 1455 mm | 2635 × 945 × 1455 mm | 2635 × 945 × 1455 mm | 2635 × 945 × 1455 mm |
| Altezze                                         | Sella: 740 mm - Minima da terra: 125 mm | Sella: 740 mm - Minima da terra: 125 mm | Sella: 740 mm - Minima da terra: 125 mm | Sella: 740 mm - Minima da terra: 125 mm | Sella: 740 mm - Minima da terra: 125 mm |
| Interasse: 1690 mm                              | Interasse: 1690 mm | Massa a vuoto: 381 kg | Massa a vuoto: 381 kg | Serbatoio: 25 l (compresi 4 litri di riserva) | Serbatoio: 25 l (compresi 4 litri di riserva) |
| Meccanica                                       | | | | | |
| Tipo motore: A 6 cilindri, 4 tempi              | Tipo motore: A 6 cilindri, 4 tempi | Tipo motore: A 6 cilindri, 4 tempi | Tipo motore: A 6 cilindri, 4 tempi | Raffreddamento: a liquido | Raffreddamento: a liquido |
| Cilindrata                                      | 1.832 cm³ (Alesaggio 57,4 × Corsa 71,0 mm) | 1.832 cm³ (Alesaggio 57,4 × Corsa 71,0 mm) | 1.832 cm³ (Alesaggio 57,4 × Corsa 71,0 mm) | 1.832 cm³ (Alesaggio 57,4 × Corsa 71,0 mm) | 1.832 cm³ (Alesaggio 57,4 × Corsa 71,0 mm) |
| Distribuzione:                                  | Distribuzione: | Distribuzione: | Alimentazione: Iniezione elettronica (PGM-FI) e starter automatico                                                                                       | Alimentazione: Iniezione elettronica (PGM-FI) e starter automatico                                                                                       | Alimentazione: Iniezione elettronica (PGM-FI) e starter automatico                                                                                       |
| Potenza: 87 kW a 5.500 giri                     | Potenza: 87 kW a 5.500 giri | Coppia: 167 Nm a 4.000 giri | Coppia: 167 Nm a 4.000 giri | Rapporto di compressione: | Rapporto di compressione: |
| Frizione: multidisco a bagno d'olio             | Frizione: multidisco a bagno d'olio | Frizione: multidisco a bagno d'olio | Cambio: sequenziale a 5 rapporti + retromarcia | Cambio: sequenziale a 5 rapporti + retromarcia | Cambio: sequenziale a 5 rapporti + retromarcia |
| Accensione                                      | Digitale CDI | Digitale CDI | Digitale CDI | Digitale CDI | Digitale CDI |
| Trasmissione                                    | Cardanica | Cardanica | Cardanica | Cardanica | Cardanica |
| Avviamento                                      | elettrico | elettrico | elettrico | elettrico | elettrico |
| Ciclistica                                      | | | | | |
| Telaio                                          | a doppio trave in alluminio con sezione a scatola tripla                                                                                                 | a doppio trave in alluminio con sezione a scatola tripla                                                                                                 | a doppio trave in alluminio con sezione a scatola tripla                                                                                                 | a doppio trave in alluminio con sezione a scatola tripla                                                                                                 | a doppio trave in alluminio con sezione a scatola tripla                                                                                                 |
| Sospensioni                                     | Anteriore: Forcella telescopica da 45 mm assistita ad aria con dispositivo antiaffondamento / Posteriore: Pro-Link Pro-Arm con regolazione del precarico | Anteriore: Forcella telescopica da 45 mm assistita ad aria con dispositivo antiaffondamento / Posteriore: Pro-Link Pro-Arm con regolazione del precarico | Anteriore: Forcella telescopica da 45 mm assistita ad aria con dispositivo antiaffondamento / Posteriore: Pro-Link Pro-Arm con regolazione del precarico | Anteriore: Forcella telescopica da 45 mm assistita ad aria con dispositivo antiaffondamento / Posteriore: Pro-Link Pro-Arm con regolazione del precarico | Anteriore: Forcella telescopica da 45 mm assistita ad aria con dispositivo antiaffondamento / Posteriore: Pro-Link Pro-Arm con regolazione del precarico |
| Freni                                           | Anteriore: Doppio disco da 296 mm con pinze a tre pistoncini e ABS / Posteriore: Disco ventilato da 316 x 11 mm con pinza a tre pistoncini               | Anteriore: Doppio disco da 296 mm con pinze a tre pistoncini e ABS / Posteriore: Disco ventilato da 316 x 11 mm con pinza a tre pistoncini               | Anteriore: Doppio disco da 296 mm con pinze a tre pistoncini e ABS / Posteriore: Disco ventilato da 316 x 11 mm con pinza a tre pistoncini               | Anteriore: Doppio disco da 296 mm con pinze a tre pistoncini e ABS / Posteriore: Disco ventilato da 316 x 11 mm con pinza a tre pistoncini               | Anteriore: Doppio disco da 296 mm con pinze a tre pistoncini e ABS / Posteriore: Disco ventilato da 316 x 11 mm con pinza a tre pistoncini               |
| Pneumatici                                      | Anteriore 130/70 R18, posteriore 180/60 R16 | Anteriore 130/70 R18, posteriore 180/60 R16 | Anteriore 130/70 R18, posteriore 180/60 R16 | Anteriore 130/70 R18, posteriore 180/60 R16 | Anteriore 130/70 R18, posteriore 180/60 R16 |
| Prestazioni dichiarate                          | | | | | |
| Velocità massima                                | 205 km/h | 205 km/h | 205 km/h | 205 km/h | 205 km/h |
| Fonte dei dati:                                 | | | | | |